# Oak Grove Cemetery (La Crosse, Wisconsin)
Der Oak Grove Cemetery ist ein Friedhof im La Crosse County im US-Bundesstaat Wisconsin. Er liegt zwischen Myrick marsh im Norden und Mississippi River im Westen und grenzt an die University of Wisconsin-La Crosse im Süden.
Der Friedhof stammt aus dem Jahr 1852.

## Gräber bekannter Persönlichkeiten
- Gottlieb Heileman (1824–1878), deutscher Unternehmer und Gründer der G. Heileman Brewing Company
- John Gund (1830–1910), deutscher Unternehmer. Gründer der G. Heileman Brewing Company und der John Gund Brewing Company